# Kaindorf an der Sulm
Kaindorf an der Sulm là một đô thị thuộc huyện Leibnitz trong bang Steiermark, nước Áo. Đô thị Kaindorf an der Sulm có diện tích 6,55 km², dân số cuối năm 2005 là 245 người.